# Robertgurneya hopkinsi
Robertgurneya hopkinsi är en kräftdjursart som beskrevs av Lang 1965. Robertgurneya hopkinsi ingår i släktet Robertgurneya och familjen Diosaccidae. Inga underarter finns listade i Catalogue of Life.